# Aechmea leppardii
Aechmea leppardii är en gräsväxtart som beskrevs av Philcox. Aechmea leppardii ingår i släktet Aechmea och familjen Bromeliaceae. Inga underarter finns listade i Catalogue of Life.